# Malin Buska
Malin Kristina Buska, född 15 mars 1984 i Övertorneå församling, är en svensk skådespelerska.
Buska är uppvuxen i Övertorneå och gick gymnasiet i Luleå. Hon har spelat med Lule Stassteater och studerade vid Teaterhögskolan i Malmö 2004-2007. Hon har spelat i flera teateruppsättningar innan hon långfilmsdebuterade i Happy End (2011). Buska har även en roll i Snabba Cash III och har huvudrollen i Mika Kaurismäkis film om drottning Kristina, The Girl King.
2011 tilldelades hon Rising Star-priset vid Stockholms filmfestival. På Ellegalan 2015 utnämndes hon till "Årets bäst klädda kvinna".

## Filmografi
- 2005 – Mycke kan hända på 5 sek.
- 2010 – Tussilago
- 2011 – Happy End
- 2012 – Prime Time
- 2013 – Snabba Cash – Livet deluxe
- 2014 – Kärlek deluxe
- 2014 – Flugparken
- 2015 – The Girl King
- 2018–2020 – Advokaten (TV-serie)
- 2018 – A Discovery of Witches (TV-serie)
- 2019 – Turpa Kiinni Minun Haters